# Colorado River Headwaters Byway
La Colorado River Headwaters Byway est une route américaine dans les comtés d'Eagle et de Grand, au Colorado. Longue de 69,0 milles, elle est classée National Scenic Byway. Elle traverse l'Arapaho National Recreation Area dans sa partie nord.